# TEMIDA (plan)
plan TEMIDA ang. THEMIS scheme (legal developmant scheme) - Temida – plan na Rzecz Rozwoju Prawa zainicjowany przez Radę Europy w listopadzie 1991 r.
Nazwę otrzymał na cześć Temidy, która była boginią i uosobieniem Sprawiedliwości albo odwiecznego Prawa w mitologii greckiej.
Plan miał na celu pomoc krajom Europy Środkowo-Wschodniej, starającym się o akcesję, w wzmocnieniu prymatu prawa. Szczególna uwaga była skupiona na przestrzeganiu praw człowieka. W ramach Temidy w państwach przeprowadzających reformy ustrojowe organizowane były z budżetu Unii Europejskiej seminaria, warsztaty badawcze oraz szkolenia dla przedstawicieli różnych zawodów. Istotnym elementem było organizowanie wizyt studyjnych i stażu w państwach członkowskich.
Plan opracowany został indywidualnie dla każdego państwa. Przy jego opracowaniu, a następnie realizacji związanych z nim programów brane były pod uwagę obustronne uzgodnienia, dzięki czemu były brane pod uwagę specyficzne warunki dla danego kraju, wraz ze stopniem rozwoju reform instytucjonalnych i legislacyjnych. 
Plan Temida przyczynił się do dostosowania prawa państw kandydujących do prawa UE zgodnego z trzecim filarem - wymiar sprawiedliwości i sprawy wewnętrzne.